# Kunsthaus Tacheles
La Kunsthaus Tacheles (in italiano Casa dell'arte Tacheles), nota anche soltanto come Tacheles, è stata la sede del più celebre centro sociale e polo d'arte contemporanea e controcultura di Berlino situata in Oranienburgerstraße, nel quartiere centrale Mitte.
L'edificio, già fatiscente e parzialmente demolito, fu occupato nel 1990 e utilizzato come sede di collettivi di svariati artisti; al suo interno si trovava anche il celebre Cafè Zapata, uno dei luoghi di ritrovo più alternativi della città.
Dopo ripetuti tentativi di sgombero e alcune sentenze di sfratto, dal 2012 l'edificio è definitivamente chiuso ma, alla luce della sua valenza di monumento storico, è oggetto di una radicale ristrutturazione volta al completo recupero e risanamento della struttura che sarà compresa in un nuovo contesto architettonico che interesserà l'intera zona circostante.

## Etimologia del nome
Il termine tacheles deriva dall'yiddish e significa "parlare chiaro e in modo schietto".
L'iniziativa artistica del Tacheles, sviluppatasi nell'edificio a partire dal 1990, volle denunciare tramite il suo nome la totale censura della libertà di espressione imposta durante il periodo della Repubblica Democratica Tedesca, che costringeva gli artisti a celare il vero significato delle proprie opere musicali, cinematografiche e letterarie. L'obiettivo originale del gruppo fu quindi quello di combattere la censura, in modo da poter esprimere in piena libertà le proprie idee di rottura attraverso l'espressione della propria arte, divenendo il più conosciuto esempio di controcultura della Berlino riunificata.
Con il tempo il nome del gruppo venne esteso anche all'edificio stesso che poi prese il nome di Kunsthaus Tacheles.

## Storia

### IlFriedrichstraßenpassagee ilWertheim
La genesi del progetto nacque dall'ambizioso desiderio dell'imprenditore tedesco Otto Markiewicz di costruire una galleria commerciale analoga a quelle da poco sorte nelle maggiori città europee come i grandi magazzini Printemps di Parigi o il più celebre Harrods di Londra.
L'imponente edificio venne costruito in soli quindici mesi tra il 1907 e il 1908 sotto la direzione dell'architetto Franz Ahrens e con un costo complessivo di circa sette milioni di marchi. Venne inaugurato nel 1909 come centro commerciale con il nome di Friedrichstraßenpassage, divenendo il maggior concorrente della città dopo il Kaiserpassage.
Tuttavia circa un anno dopo l'apertura il Friedrichstraßenpassage fu costretto alla chiusura per fallimento e nel 1910 l'intero edificio fu affittato da Wolf Wertheim che aprì un analogo centro commerciale in funzione fino al 1914.
Alla vigilia della Grande Guerra anche la galleria commerciale Wertheim chiuse e l'edificio venne venduto ad un'asta giudiziaria ma non si hanno notizie di come venne utilizzato fino al 1924, anno in cui venne ristrutturato dalla Commerz und Privatbank di Berlino. La ristrutturazione comprese anche la realizzazione di una nuova copertura della galleria in vetro e acciaio e l'edificazione di una cupola che ne cambiò l'aspetto; inoltre venne anche costruito un ampio scantinato al suo interno che prese il nome di tressoraum.

### LaTechnikhaus
Nel 1928 l'edificio venne acquistato dall'azienda tedesca AEG e rinominato Technikhaus, divenendo sede dell'esposizione dei primi elettrodomestici e luogo dell'assistenza tecnica ai clienti.
Il 22 marzo del 1935, sotto il regime nazista, la Technikhaus divenne famosa per essere il luogo dove venne messo in onda il primo programma televisivo del mondo.

### L'avvento del Nazionalsocialismo e il periodo bellico
Durante il primo periodo nazionalsocialista buona parte dell'edificio ospitò anche molti uffici dell'NSDAP e dal 1941 divenne interamente sede del Comando centrale delle SS. Nel 1943 vennero smantellate le strutture in vetro della copertura, demolite le guglie, chiuse alcune finestre e abbaini poiché gli ultimi piani vennero adibiti a locali di detenzione destinati a prigionieri di guerra o dissidenti politici.
Durante la Battaglia di Berlino l'edificio fu bersaglio di diversi attacchi e venne danneggiato in parte dai bombardamenti aerei e anche dalle stesse truppe naziste che, abbandonandolo, ne allagarono i piani interrati.

### Il periodo della DDR
Nel 1948 la zona in cui era ubicata la struttura venne compresa nel settore est di Berlino e l'edificio, parzialmente danneggiato, venne ripristinato e assegnato alla FDGB, ovvero la federazione sindacale della DDR, che concesse gran parte dei locali a molteplici attività del regime tra cui l'Istituto Tecnico per il Commercio Estero, la RFT che stabilì la sua sede radiotelevisiva e l'NVA che occupò i locali ai piani interrati.
Inoltre l'edificio ospitò anche lo storico cinema Camera, che occupò i locali affacciati sulla Friedrichstraße fino al 1954, oltre a svariate attività commerciali e artigianali.

### La demolizione parziale

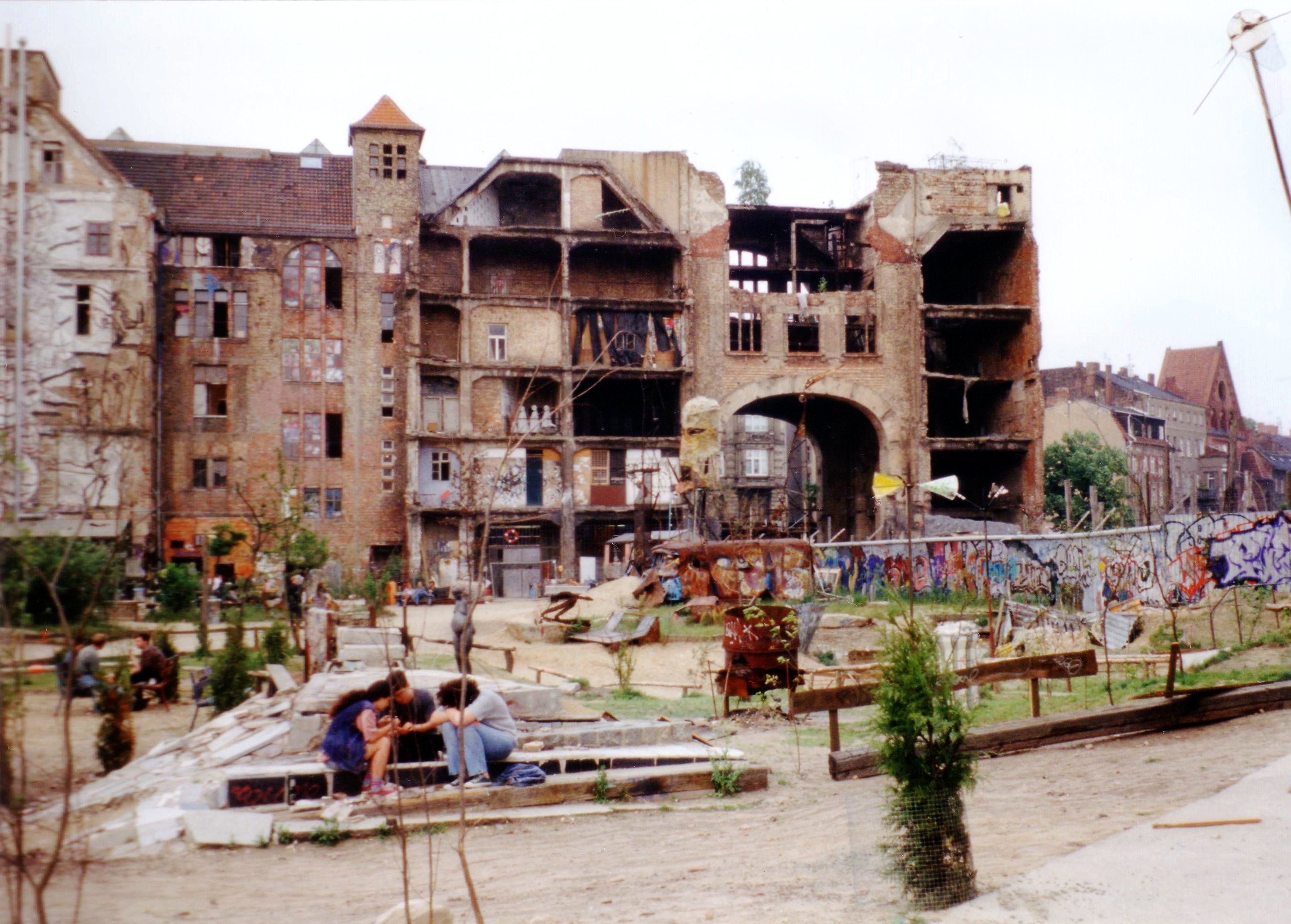
Il retro sventrato della Tacheles nel 1995

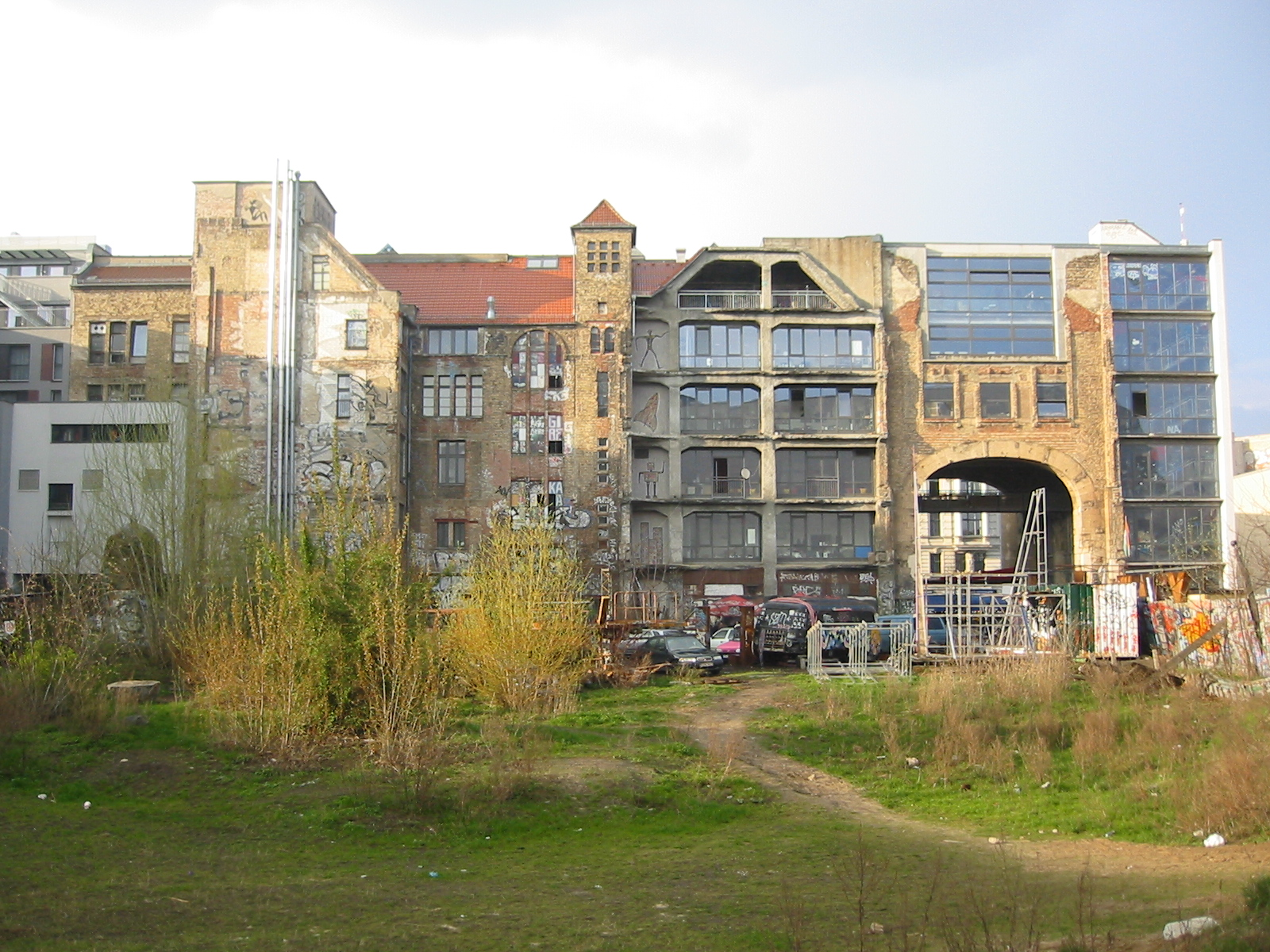
Il retro della Tacheles nel 2006

Pur essendo stato danneggiato soltanto in parte, la demolizione totale dell'edificio fu programmata già nel 1969, a seguito dell'esito negativo di alcune perizie statiche; inoltre la demolizione dell'intera struttura avrebbe consentito un nuovo sviluppo urbano dell'area e migliori collegamenti stradali tra l'Oranienburgerstraße e la Friedrichstraße. Tuttavia l'edificio venne demolito soltanto parzialmente nel 1980, abbattendo l'ala sud-est affacciata sulla Oranienburgerstraße e smantellando la cupola.
Per una decina d'anni l'edificio continuò ad essere occupato da venditori ambulanti e saltuari artisti di strada ma per lo più abbandonato al più completo degrado.

### L'iniziativa artistica delTacheles
Nel pieno fermento a pochi mesi dalla caduta del muro, a causa del pesante stato di degrado di ciò che rimaneva dell'edificio, venne pianificata la sua completa demolizione che doveva avvenire il 10 aprile del 1990 ma il 13 febbraio l'intera struttura venne occupata dal primo collettivo di artisti che fondò una vera e propria iniziativa organizzata che battezzò Tacheles e, analogamente a quanto accadde alle macerie del muro, anche con i detriti dell'edificio presenti sul posto vennero realizzate alcune sculture come prime opere d'arte. 
Contemporaneamente a questa iniziativa vi fu anche una mobilitazione a livello locale e la stessa popolazione del quartiere Mitte, che richiese alle autorità competenti di non demolire l'edificio e commissionò una nuova perizia statica. Grazie ai risultati positivi di quest'ultima l'edificio venne nominato monumento nazionale e fu decorato con vari murales e graffiti da numerosi artisti presenti al suo interno e da svariati altri provenienti anche dal resto d'Europa, attratti anche dagli ultimi avvenimenti che interessarono la città stessa.

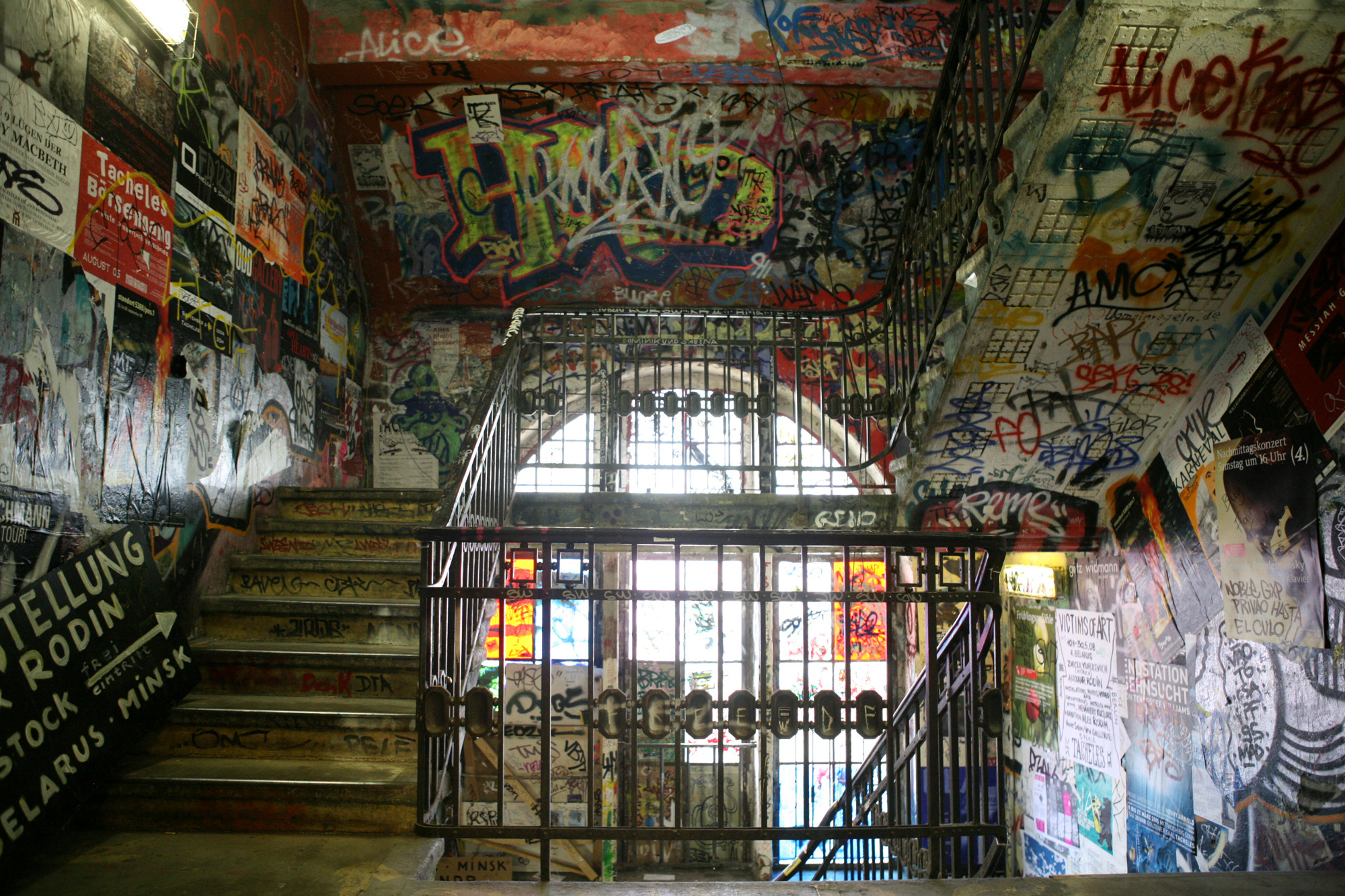
Le scale all'interno della struttura nel 2012

Da allora il Tacheles divenne il più grande polo della controcultura anarchica, nonché fulcro del panorama underground della nuova Berlino riunificata e anche il maggiore centro sociale autogestito della città. Fra gli artisti della controcultura e le compagnie teatrali esibitesi nel teatro interno nominato Golden Saal si contano: l'Orphtheater, Theater zum westlichen Stadthirschen, Henry Arnold, Régine Chopinot, Rike Eckermann, Sebastian Hartmann, Howard Katz, Clint Lutes, Matthias Merkle, Tomi Paasonen, Felix Ruckert, Torsten Sense, Lars-Ole Walburg, Sasha Waltz, Christoph Winkler, Wee dance company, la Deutsches Symphonie-Orchester Berlin e Lucky Trimmer.
Tra il 1996 e il 1997 divenne nuovamente oggetto di pubblici dibattiti tra sociologi e architetti nell'ambito della rinascita urbanistica della nuova capitale tedesca, mirando ad un possibile riutilizzo futuro dell'edificio.

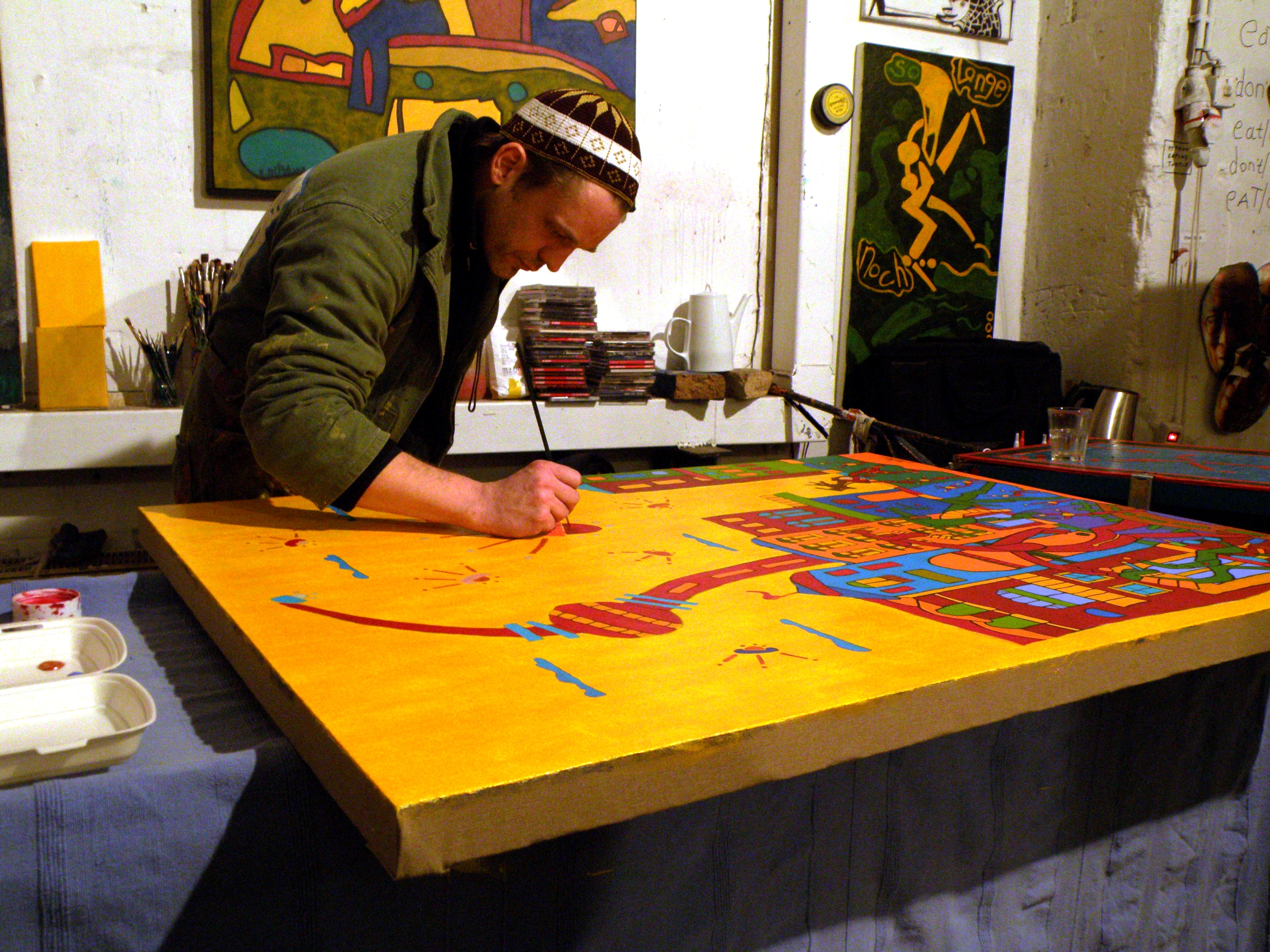
Uno dei tanti laboratori artistici della Tacheles

Nel 1998 infatti il gruppo immobiliare Fundus Gruppe acquistò i 1.250 m² dell'edificio e delle sue pertinenze per 2,8 milioni di Marchi e incaricò l'architetto americano Andrés Duany della riqualificazione del territorio progettando il futuro quartiere di Joahannishof per un volume edilizio complessivo di circa quattrocento milioni di Marchi.
A seguito di quest'ipotesi futura l'associazione Tacheles negoziò con il nuovo proprietario un contratto di locazione decennale a un costo simbolico annuale di un Marco al metro quadrato, senza possibilità di proroga. 
Allo scadere di tale contratto la Tacheles non ebbe la possibilità di liquidare i 108.000 Euro dell'indennizzo richiesto e quindi si verificarono le prime tensioni poiché l'associazione risultò morosa nei confronti della finanziaria HSH Nordbank che minacciò di mettere all'asta l'intera proprietà, con un ultimo termine fissato per il 4 aprile 2011 che tuttavia venne rimandato.
Nonostante il clima di tensione le attività artistiche della Kunsthaus Tacheles continuarono anche con l'intento di autofinanziarsi e la Tacheles divenne una delle attrazioni turistiche di Berlino, calamitando un flusso costante di visitatori. Tuttavia non mancarono nuovi episodi di tensione come quello dell'8 dicembre del 2011, quando una trentina di addetti alla sicurezza si introdussero nell'edificio sequestrando i locali adducendo motivi di sicurezza; in quest'occasione l'artista bielorusso Alexander Rodin venne espulso con la forza.
Il 22 marzo 2012, a seguito dell'ufficializzazione di uno sfratto esecutivo da parte delle autorità locali, il Tacheles venne chiuso ai visitatori e sgomberato; tuttavia, il 26 marzo successivo il tribunale di Berlino annunciò che lo sfratto era da considerarsi illegale ed emanò una disposizione temporanea che consentì al Tacheles di riaprire i battenti e proseguire con le sue attività artistiche volte soprattutto all'autofinanziamento e alla sensibilizzazione dei visitatori sul tema dell'imminente minaccia di chiusura.
Malgrado ciò la Tacheles venne fatta sgomberare e chiusa definitivamente il 4 settembre del 2012 alle 7 del mattino con l'ausilio delle forze dell'ordine. All'interno della struttura era presente soltanto una ridotta presenza simbolica di artisti che, per l'occasione, inscenò un quartetto musicale nell'atto di interpretare una marcia funebre. A seguito della chiusura alcuni artisti del Tacheles hanno ideato una galleria interattiva trasferendo le attività espositive in un'altra struttura del quartiere Marzahn.

### La riqualificazione
Nel 2012, l'intera area di pertinenza di 25.000 m² è stata acquistata dalla grande società immobiliare americana Perella Weinberg Real Estate per circa 150 milioni di Euro e l'edificio è stato definitivamente chiuso. Alla luce della sua valenza di monumento storico, è oggetto di una radicale ristrutturazione volta al completo recupero e risanamento della struttura, che sarà compresa nel futuro contesto architettonico che verrà realizzato nell'intera area circostante.

## Caratteristiche

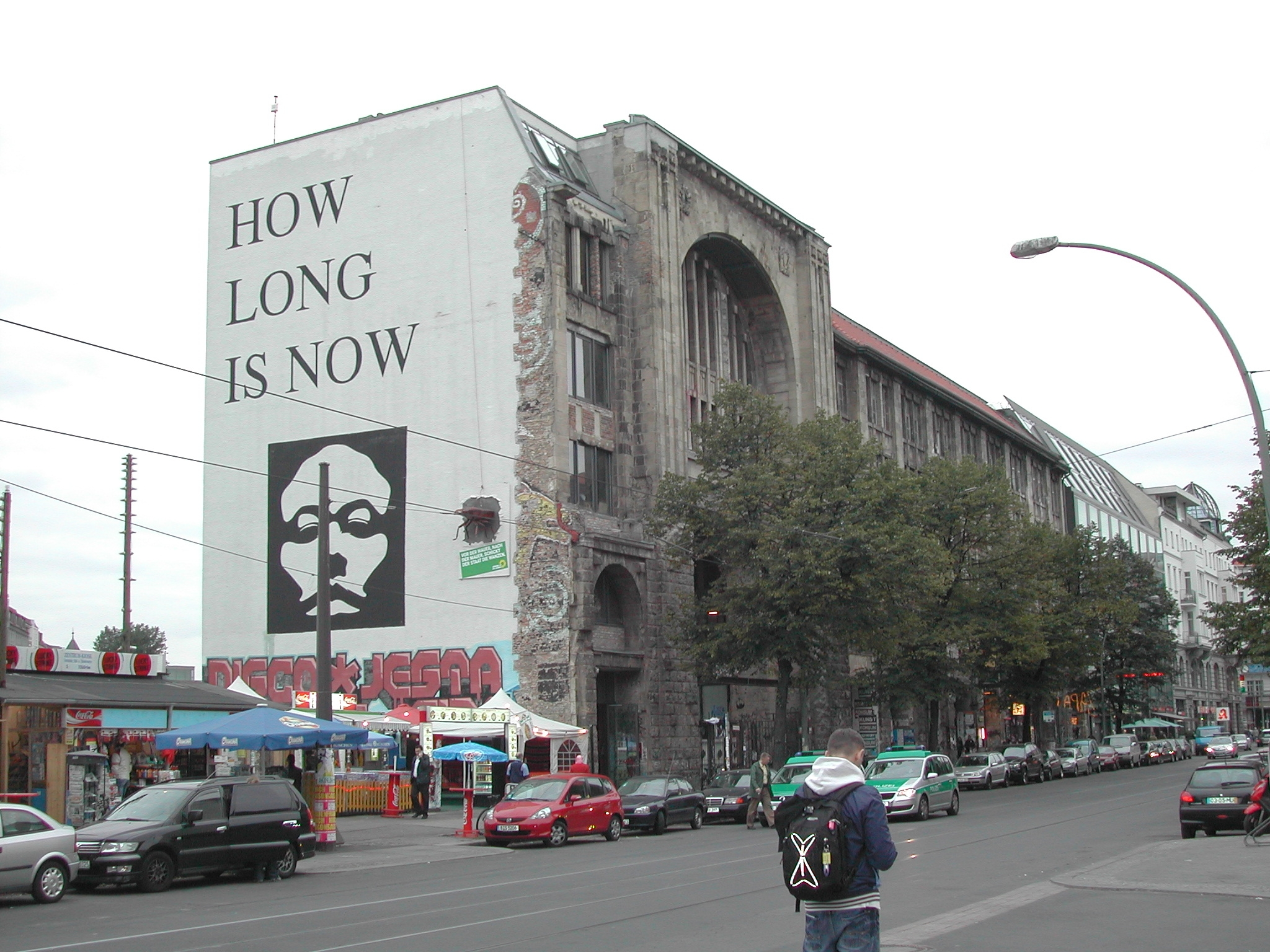
La Tacheles vista da Oranienburgerstraße nel 2012

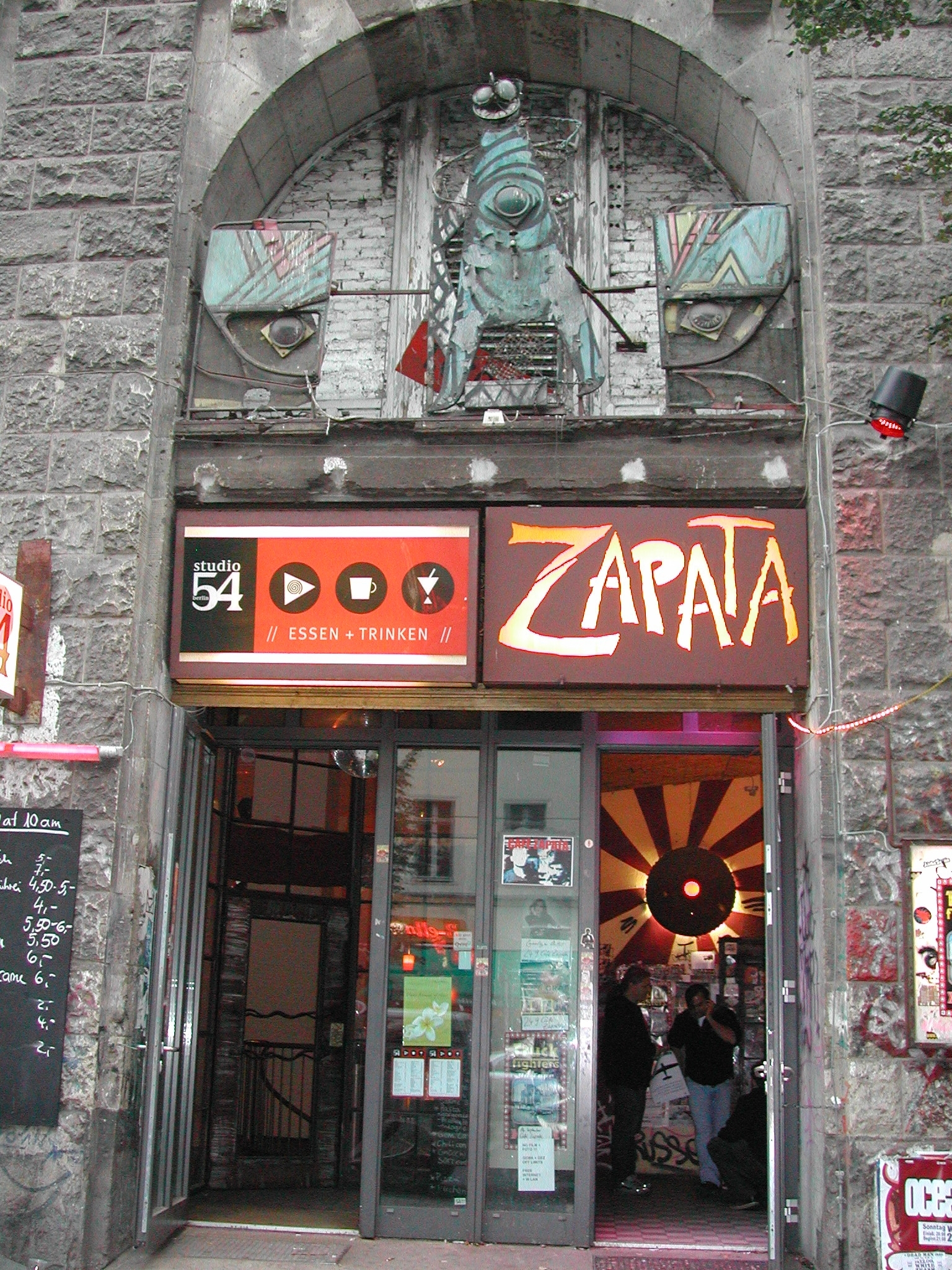
Il celebre Cafe Zapata

L'edificio è un esempio del modernismo tedesco, con influenze stilistiche neoclassiche e neogotiche; l'intero complesso si estende da Friedrichstraße a Oranienburgerstraße rendendo possibile entrarvi da entrambe le vie. 
L'edificio a cinque piani, costruito in cemento armato, secondo il progetto originario presentava anche una delle prime cupole realizzate con il medesimo materiale. I prospetti esterni sono tutti caratterizzati da un bugnato in pietra e ampie arcate alla base che comprendono i primi due piani, sovrastate da una balaustra e tre ordini di finestre rettangolari disposte a gruppi di tre e intervallate da pilastri. Sul prospetto affacciato su Oranienburgerstraße si apre un grande varco ad arco ribassato che comprende l'altezza di tre piani e che originariamente era uno degli ingressi principali alla galleria commerciale interna che aveva una copertura in vetro e acciaio.
I successivi rimaneggiamenti, i danneggiamenti della seconda guerra mondiale e le parziali demolizioni cambiarono gradualmente la morfologia originaria dell'edificio che tuttavia rimase riconoscibile.
Dal 1990 sul prospetto affacciato sulla Oranienburgerstraße fu dipinta la grande scritta T A C H E L E S e in breve tempo l'interno dell'edificio fu interamente ricoperto da graffiti e decorazioni pittoriche di vario genere. Anche la grande parete laterale,  murata in seguito all'ultima demolizione del 1980 e visibile dalla Oranienburgerstraße, fu decorata più volte da svariati murales; essa è ancora ben riconoscibile per la grande campitura bianca che riporta un volto stilizzato e la scritta nera “How long is now”.
Il prospetto affacciato sul cortile interno della struttura appariva completamente sventrato e chiuso soltanto con serramenti in vetro. Quasi tutti i cinque piani ospitavano un grande numero di sale interamente decorate da murales, graffiti e pitture dai colori vivaci, una trentina di atelier, sale d'esposizione e punti vendita di arte contemporanea, un cinema d'essai, il celebre Cafè Zapata, il Panorama Bar del quinto piano e altre sale come il Blaue Salon, ovvero uno spazio di 400 m² utilizzato principalmente per concerti, letture e mostre e la Goldene Saal, comprende tutto il primo piano del Tacheles; qui si trovava un palco utilizzato per concerti, rappresentazioni teatrali a basso costo e soprattutto per spettacoli gratuiti di danza contemporanea. All'interno tuttavia le condizioni igieniche non erano più considerate adeguate da lungo tempo, con presenza di perdite e infiltrazioni, inoltre l'assenza di servizi igienici in adeguata misura contribuiva all'incremento di conseguenti odori sgradevoli.
Dal 2012 l'edificio è chiuso ed è oggetto di una radicale ristrutturazione volta al completo recupero e risanamento della struttura, che sarà inserita in un nuovo contesto architettonico che interesserà l'intera zona circostante.

## Galleria d'immagini

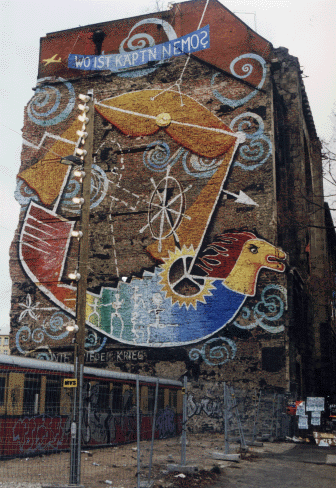
Un preesistente graffito sulla parete laterale, a lato della Oranienburgerstraße
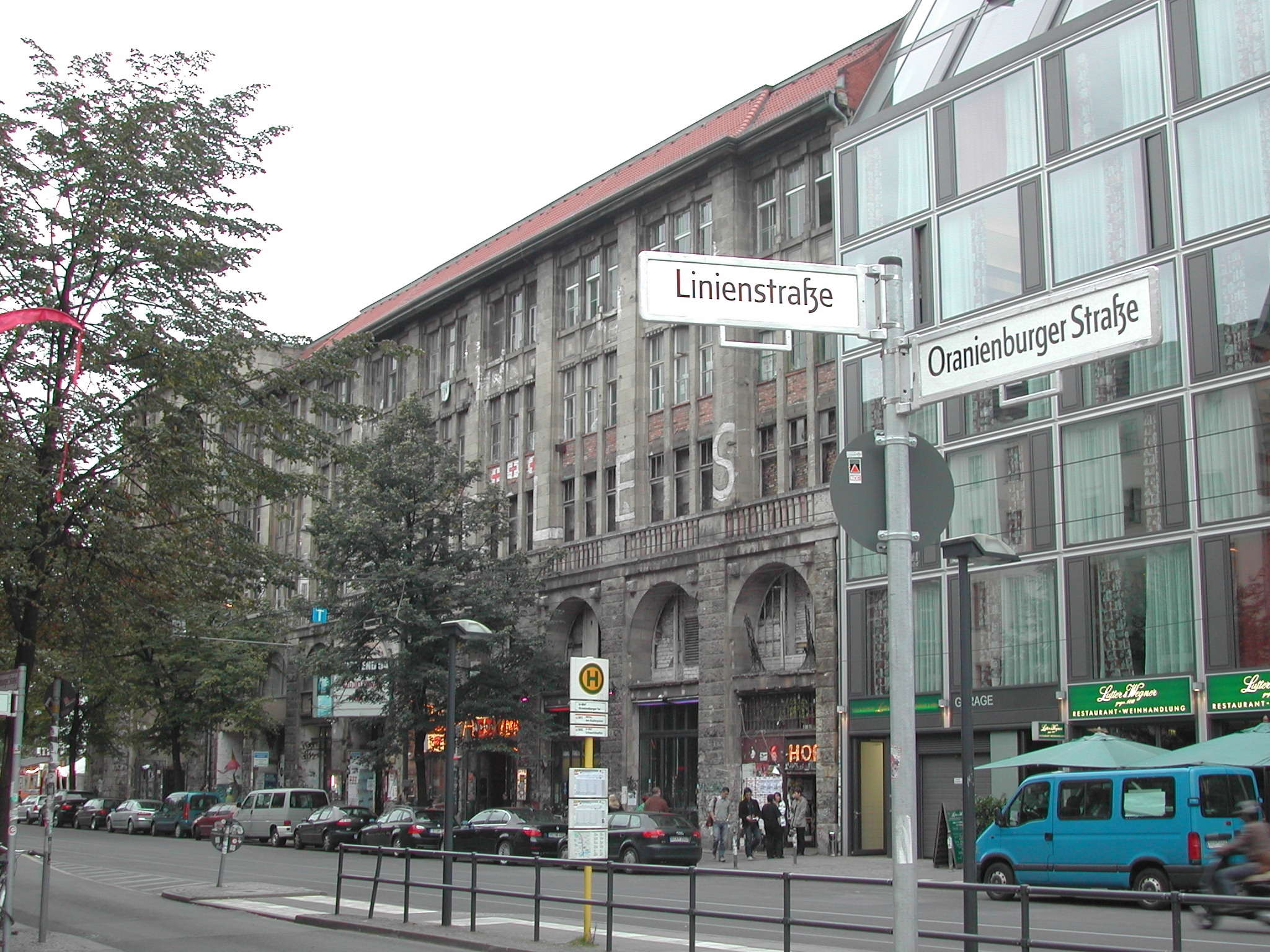
La facciata esterna sulla Oranienburgerstraße
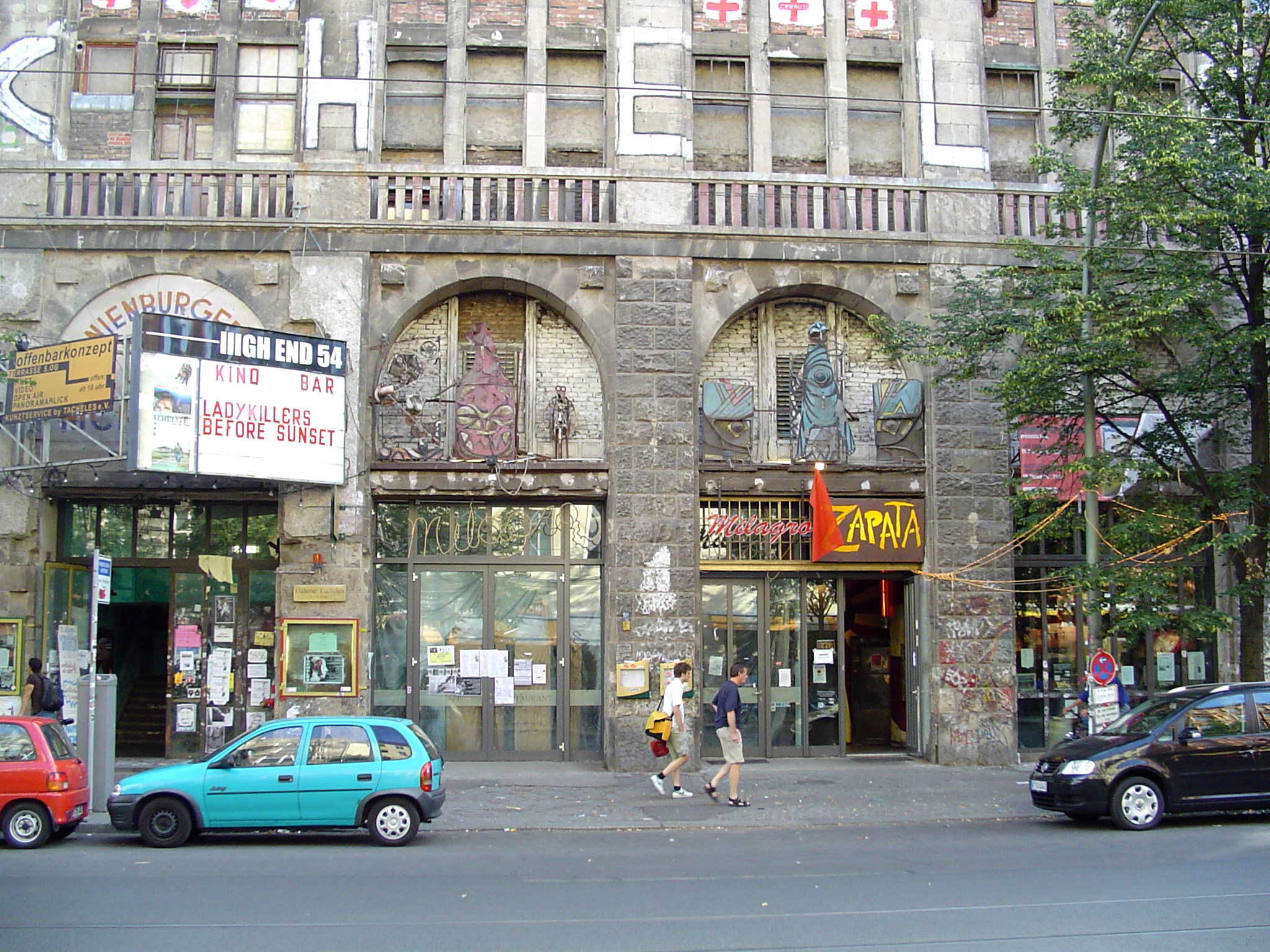
La facciata esterna sulla Oranienburgerstraße
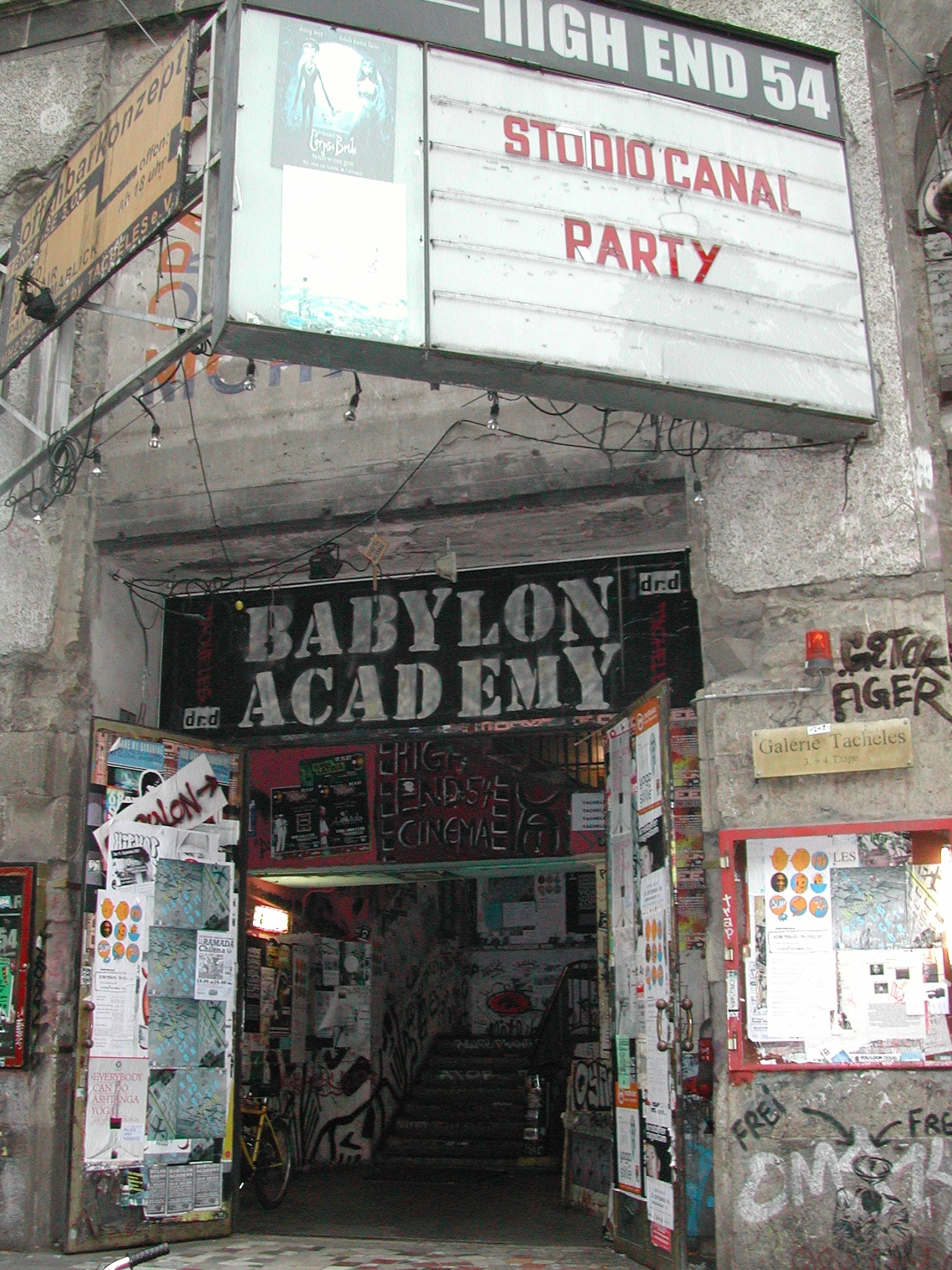
La Babylon Academy
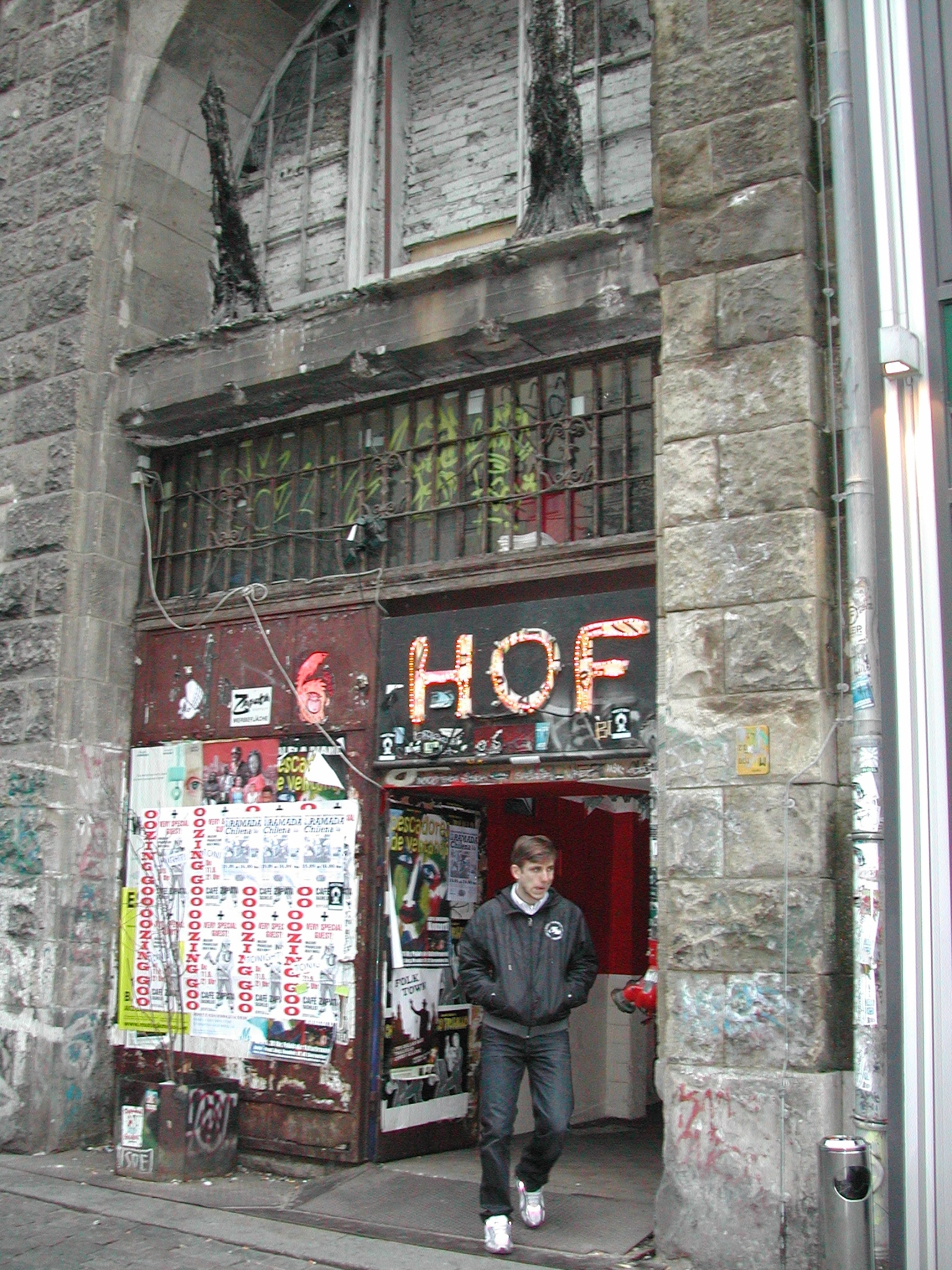
L'HOF alla Tacheles
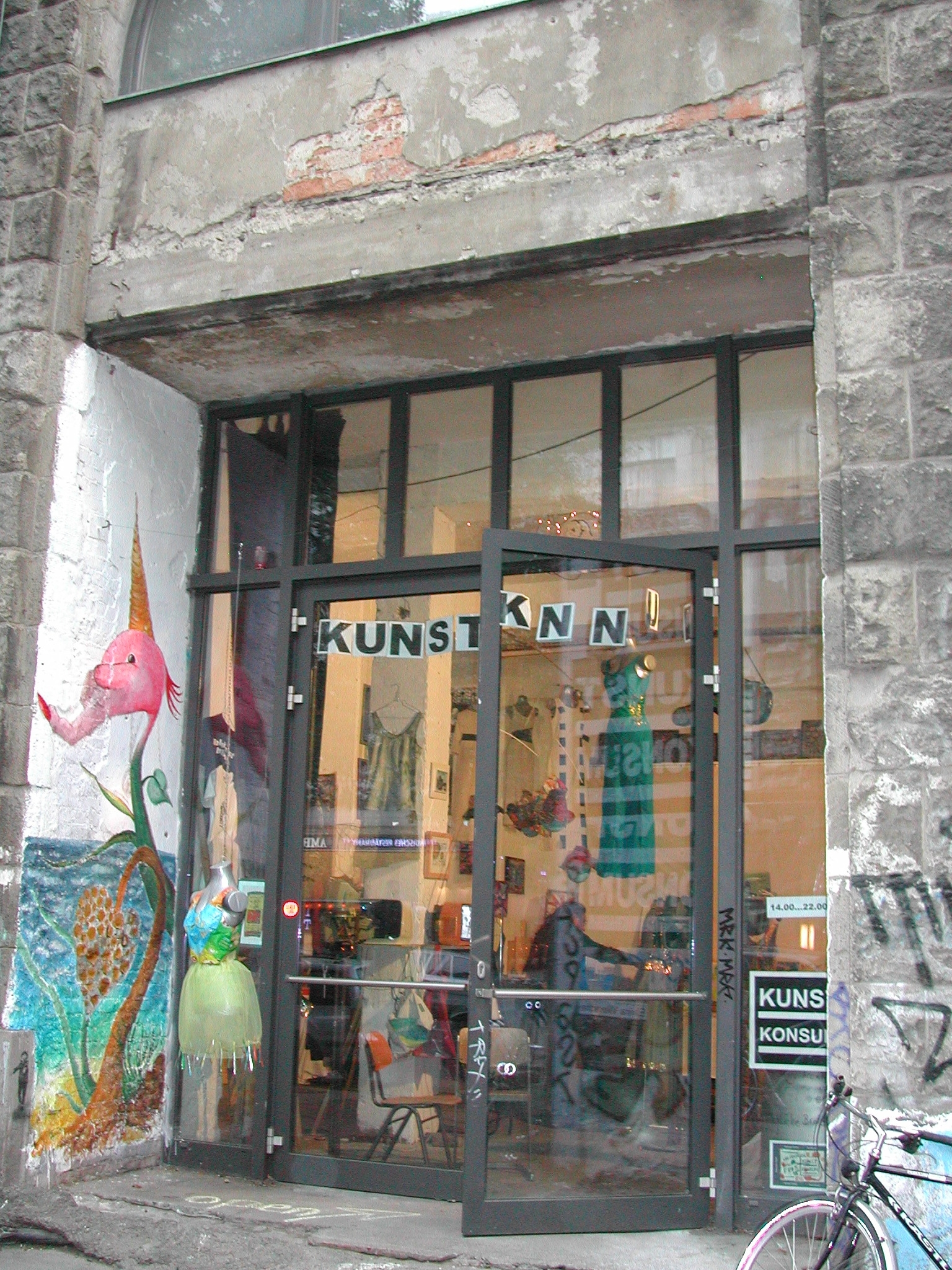
Uno dei tanti laboratori artistici
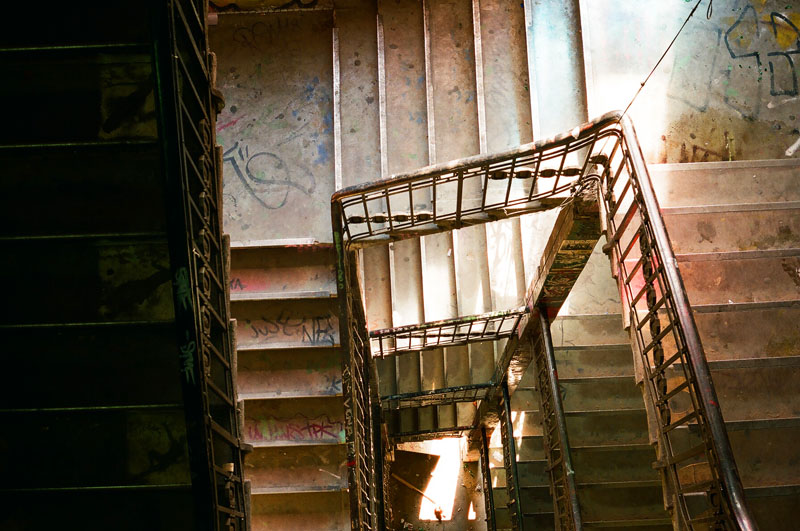
Il vano scale all'interno dell'edificio
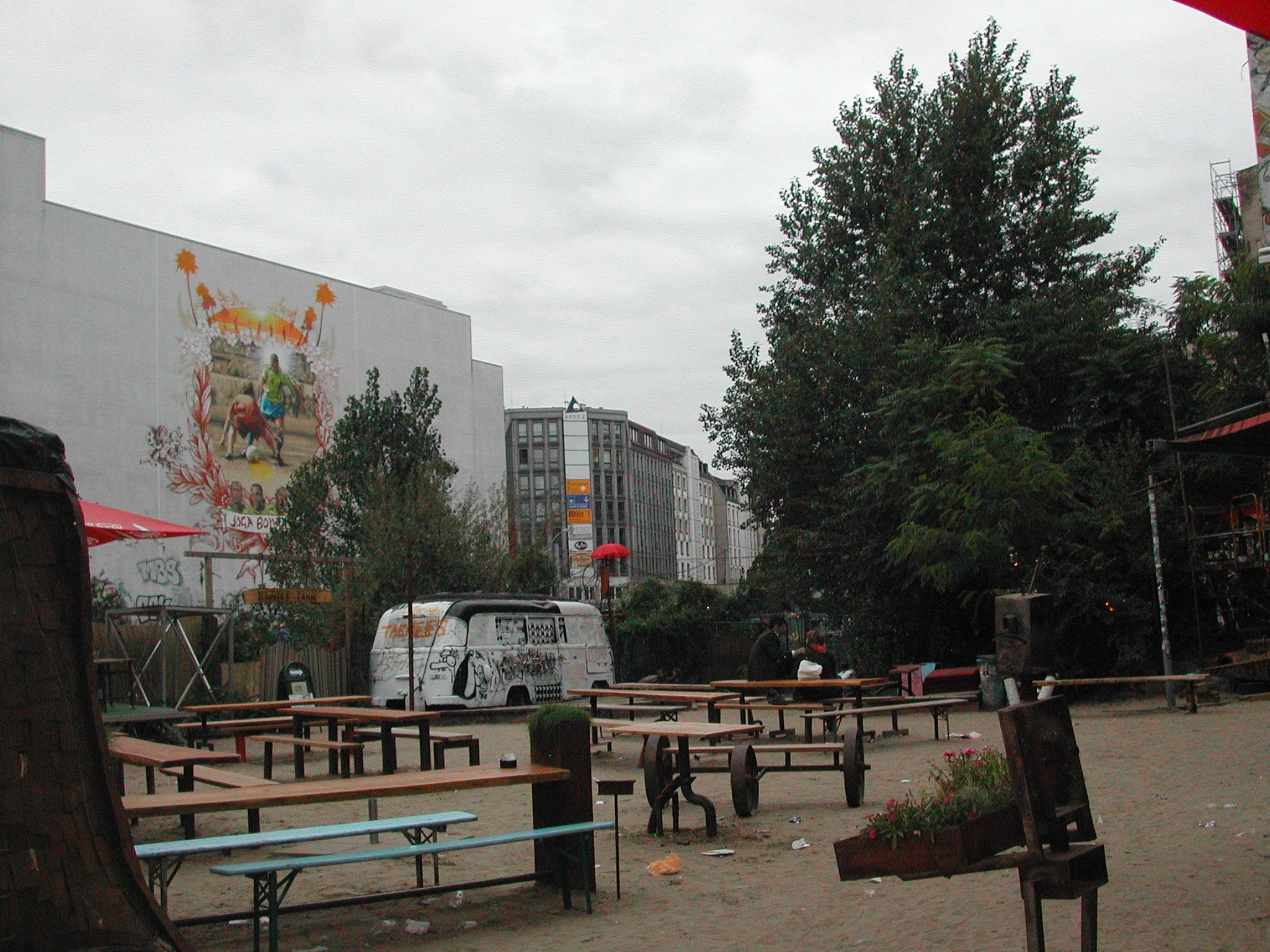
Spazio campestre interno per gli eventi all'aperto

## Filmografia
- Alcune scene del film Good Bye, Lenin! di Wolfgang Becker del 2002 sono state girate negli spazi della Tacheles.